# Joan Garí i Clofent
Joan Garí (Borriana, 1965) és un escriptor valencià. És doctor en Filologia i catedràtic de Valencià en Ensenyament Mitjà. Ha conreat diferents gèneres literaris, entre els quals la poesia (Física dels límits, Poema d'amor en dos temps), l'assaig (La conversación mural (1995), Un cristall habitat (1999), Història d'Amèrica (2011), L'única passió noble (2016), L'ofici de lector (2016), el dietari Les hores fecundes (2002), Senyals de fum (2006)) i, finalment, les novel·les (On dormen les estrelles (2005), La balena blanca (2007), El balneari (2013)).
Com a escriptor, ha rebut diferents premis comercials i també premis de la crítica de l'Institut Interuniversitari de Filologia i de l'Associació d'Escriptors en Llengua Catalana. Entre aquests guardons destaca el Premi Fundesco (1994), el més prestigiós que es concedia a l'estat Espanyol per a assajos sobre comunicació.
En l'àmbit periodístic, col·labora habitualment en diferents mitjans, entre els quals actualment els diaris Ara i El País. També ha col·laborat amb El Temps, Levante i el desaparegut diari en paper Público, entre altres llocs. Des de l'any 1991 és president de l'Agrupació Borrianenca de Cultura (fundada en 1954). En els últims anys fotògrafs com Joan Antoni Vicent o Ramon Usó han col·laborat amb els llibres de gran format de Joan Garí. Vicent va il·lustrar l'apartat gràfic de Viatge pel meu país, un recorregut contemporani mig segle després de la famosa guia de Joan Fuster El País Valenciano (1962, amb fotografies de Ramon Dimas). Usó és l'autor de les imatges del llibre La memòria del sabor, experiència que va repetir també en El rebost perfecte. La cuina de Miquel Barrera.

## Obres

### Assaig literari
- Signes sobre pedres (1992)
- La conversación mural (1995)
- Un cristall habitat (1999)
- Un ofici del segle (2000)
- Història d'Amèrica (2011)
- L'única passió noble (2016)
- L'ofici de lector[11] (2016)
- Cosmopolites amb arrels (2021), amb fotografies de Ramon Usó[12]
- La vida plenament viscuda. Introducció a la Recerca de Proust (2024)[13]

### Dietaris
- Les hores fecundes (2002)
- Senyals de fum (2006)
- Ser persona. Diari de l'escriptor als cinquanta anys (2022)

### Novel·la
- On dormen les estrelles (2005)
- La balena blanca (2007)
- El balneari (2013)

### Gran format
- Viatge pel meu país (2012), amb fotografies de Joan Antoni Vicent
- La memòria del sabor (2015), amb fotografies de Ramon Usó[14]
- El rebost perfecte. La cuina de Miquel Barrera (2018)[15]
- València. Els habitants del riu (2020),[16] amb fotografies de Joan Antoni Vicent
- Borriana i la seua mar (2020),[17] amb fotografies de Joan Antoni Vicent
- Viatjant Castelló (2022),[18] amb fotografies de Joan Antoni Vicent

### Poesia
- Poema d'amor en dos temps (1999)
- Física dels límits (2001)
- En un món sense normes (2023)[19][20]

## Premis i reconeixements
- 1994 — Premi Fundesco[5] per La conversación mural
- 1998 — Premi Recvll de retrat literari per Llum, més llum[21]
- 1999 — Premi Ciutat de Vila-real de poesia[22] per Poema d'amor en dos temps
- 2000 — Premi Vila de Puçol de poesia per Física dels límits[23]
- 2000 — Premi de la Crítica de l'Institut Interuniversitari de Filologia Valenciana per Un cristall habitat[24]
- 2001 — Premi de la Crítica dels Escriptors Valencians (AELC)[25] per Un ofici del segle
- 2001 — Premi d'Assaig Mancomunitat de la Ribera Alta[6] per Les hores fecundes[26]
- 2004 — Premi Constantí Llombart de narrativa en valencià[27] per On dormen les estrelles
- 2007 — Premi Joanot Martorell de narrativa (atorgat per l'Ajuntament de Gandia) per La balena blanca[28]
- 2013 — Premi Ciutat de Vila-real de narrativa per El balneari[29]
- 2013 — Premi Recvll de retrat literari[30] per Manuel Vicent o la frase feliç
- 2016 — Premi Ciutat de Benicarló de Narrativa Memorialística per L'única passió noble[31]
- 2017 — Premi de la Crítica dels Escriptors Valencians (AELC) per L'única passió noble
- 2018 — Gourmand World Cookbook Awards en les categories de millor xef/restaurant i millor llibre de cuina d'Espanya en llengua catalana,[32] per El rebost perfecte. La cuina de Miquel Barrera
- 2022 — Premi Vila de Nules de poesia per En un món sense normes